# レベル・ビリオネア
『レベル・ビリオネア 大富豪ブランソンを目指せ!』（原題:The Rebel Billionaire: Branson's Quest for the Best）は、FOXネットワークで2004年に放送されたリアリティ番組。日本では2006年にFOXライフ HDで放送された。Bunim-Murray Productionsが製作した。
10の都市で16人の参加者が与えられたチャレンジをこなしていき、優勝者には、ヴァージン・グループの会長リチャード・ブランソンより、ヴァージングループ社長の権利が与えられた。テーマソングはウイングスの「ライヴ・アンド・レット・ダイ」。優勝したのは、ソファーなどを扱う会社ラヴサック（LoveSac）の設立者であったショーン・ネルソン。エピソード9は東京で撮影されている。
なお、2007年10月に、TBSの単発特別番組『爆笑問題プレゼンツ・世界のゴールデンタイム!!超人気番組大集合スペシャル!』で当番組が紹介された。